# Vaxxed
Vaxxed: From Cover-Up to Catastrophe – amerykański pseudonaukowy film dokumentalny z 2016 roku o rzekomej próbie tuszowania faktów przez amerykańskie Centra Kontroli i Prewencji Chorób (CDC) dotyczących powiązania pomiędzy szczepionką MMR (przeciw odrze, śwince i różyczce) a autyzmem. Według czasopisma Variety „film ma na celu zbadać twierdzenia pracownika naukowego amerykańskich Centrów Kontroli i Prewencji Chorób, jakoby CDC niszczyły dane potrzebne do ważnej pracy badającej związek między autyzmem, a szczepionką MMR”. Krytycy twierdzą, że film jest propagandą ruchu antyszczepionkowców.
Reżyserem filmu jest Andrew Wakefield, który w Wielkiej Brytanii ma zakaz wykonywania zawodu lekarza w związku z nieetycznymi działaniami i sfałszowaniem badań nad zależnością między szczepionkami i autyzmem. Film miał mieć swoją premierę na Festiwalu Filmowym Tribeca w 2016 roku, ale premiera została przez festiwal odwołana.

## Tło wydarzeń
W 1998 Wakefield opublikował pracę w czasopiśmie naukowym The Lancet sugerującą, że szczepionki powodują autyzm. W 2010 praca została wycofana przez czasopismo, a brytyjska licencja lekarska Wakefielda cofnięta z powodu „uchybień etycznych i nieujawnieniem finansowych konfliktów interesów”, oraz za tworzenie fałszywych dowodów wiążących szczepionkę MMR z autyzmem. Późniejsza znaczna ilość różnych badań zaprzecza jakiemukolwiek związkowi między szczepionką a autyzmem.  Wakefield został liderem ruchu antyszczepionkowego, powstałego między innymi dzięki swojej zdyskredytowanej pracy naukowej.
Del Bigtree, producent filmu Vaxxed, był wcześniej producentem amerykańskiego talk-show The Doctors. Brytyjskie czasopismo naukowe British Medical Journal po przyjrzeniu się programowi wydało ostrzeżenie, że „widzowie programu powinni pozostać sceptyczni co do podanych rekomendacji … jako że nie zawierają one szczegółów i mniej niż połowa z nich oparta jest na wiarygodnych, lub częściowo wiarygodnych, podstawach naukowych”.
Film został wyprodukowany przez Autism Media Channel, którego Wakefield jest dyrektorem.

## Narracja
Magazyn Variety opisuje, że film „ma na celu zbadanie oskarżeń naukowca z organizacji Centra Kontroli i Prewencji Chorób (CDC), że CDC rzekomo zmanipulowała i zniszczyła dane dotyczące ważnego badania o autyzmie i szczepionce MMR” Film opisuje narrację tzw. „informatora z CDC”, która oparta jest na pracy prof. Briana Hookera, aktywisty antyszczepionkowego, opisującej twierdzenia podane przez Williama Thompsona, pracownika CDC, jakoby organizacja ta nie wspomniała w raportach o odkrytej korelacji pomiędzy szczepieniami a autyzmem u afroamerykańskich chłopców. (Korelacje te są podważane przez badaczy jako nieprawdopodobne z punktu widzenia biologii i prawdopodobnie fałszywe). Film zawiera fragmenty rozmów telefonicznych pomiędzy Hookerem a Thompsonem, nagranych bez wiedzy Thompsona. Praca Hookera z 2014 roku, dotycząca tego tematu, została wycofana ze względu na „poważne obawy o wiarygodność wniosków” a w 2015 roku CDC potwierdziła, że wszystkie tego rodzaju korelacje przestały istnieć po podjęciu dogłębniejszej analizy dzieci z badania.
Owe nagrania rozmów, często poskładane z różnych fragmentów, nieautoryzowane, są według magazynu Houston Press „sednem całego filmu”. Odnośnie do narracji „informatora z CDC” dr Philip LaRussa, profesor medycyny pediatrycznej w Columbia University Medical Center, napisał: „[Filmowcy] uważają, że … CDC ukrywa [informacje podane przez informatora] i że nikt nie badał tej sprawy, co nie jest prawdą”.  Thompson nie pojawia się w filmie i nie widział go przed premierą.  W 2014 roku Thomson wydał oświadczenie opisane w czasopiśmie The New York Times w sprawie kontrowersji związanej z filmem: „mimo że kwestionował prezentacje niektórych danych w badaniu z 2004 roku, nigdy nie zalecałby ludziom wstrzymywanie się od szczepień”. W oświadczeniu Thompson "wyraził żal, że pominięto statystycznie istotną informację, która sugerowała związek pomiędzy przyjęciem szczepionki MMR przed 36 miesiącem życia w grupie afro-amerykańskich chłopców a podwyższonym ryzykiem wystąpienia autyzmu".

## Premiera i dystrybucja
Film miał mieć swoją premierę na festiwalu filmowym Tribeca w 2016 roku, ale było powszechnie krytykowane, zwłaszcza za umożliwienie Wakefieldowi szerzenia swoich zdyskredytowanych teorii. Aktor Robert De Niro, współfundator festiwalu, początkowo bronił decyzji o wyświetleniu filmu, pisząc na Facebooku że film jest dla niego „bardzo osobisty”, gdyż sam ma dziecko z autyzmem i twierdząc, że film umożliwiłby dialog dotyczący kontrowersji. Ale krótko przed festiwalem De Niro ogłosił, że film nie będzie pokazany, podając że konsultacje z reprezentantami festiwalu i naukowcami przekonały go, wyświetlenie filmu nie przyczyni się pozytywnie do dyskusji w tej sprawie.
Po usunięciu filmu z festiwalu Tribeca, dystrybucją zajęła się firma Cinema Libre. Film miał swoją premierę w Angelika Film Center w Nowym Jorku 1 kwietnia 2016 roku dla niewielkiej widowni.
W reakcji na decyzję firmy Cinema Libre o dystrybucji filmu, Todd Drezner, ojciec dziecka ze spektrum autystycznym i autor filmu o neuro-różnorodności dystrybuowanego przez Cinema Libre, napisał do nich otwarty list krytykujący film Vaxxed i decyzję o dystrybucji pisząc: "Wypuszczając Vaxxed Cinema Libre aktywnie krzywdzi tysiące autystycznych dzieci. Podczas gdy powinniśmy dyskutować o sposobach najlepszego wsparcia dla ludzi z autyzmem i pomóc im w pełnym przeżywaniu życia, wy zamiast tego każecie nam podążać za zdyskredytowanym naukowcem i nieuczciwym filmowcem w kierunku dawno obalonych teorii spiskowych. Jestem głęboko rozczarowany".
Film miał także prywatny pokaz w Cannes w 2017 w trakcie trwającego Festiwalu Filmowego w Cannes i w tym czasie Cinema Libre ogłosiła, że film zarobił 1,2 miliona USD i podpisali umowy o dystrybucji we Włoszech, w Niemczech, Polsce i Chinach.

## Odbiór
Na stronie z recenzjami filmowymi Rotten Tomatoes film ma ocenę 33% na podstawie 12 recenzji i średnią ocenę 4.1/10.

"W swoim filmowym debiucie, Wakefield ukazuje siebie jako ofiarę masowego spisku mającego na celu ukrycie prawdy... Co doprowadziło Wakefielda od bycia szanowanym badaczem do zwolennika teorii spiskowych?"'

Penny Lane, amerykańska reżyserka filmów dokumentalnych, napisała: 

Problemy wokół prawdy i etyki w filmie dokumentalnym mogą stać się drażliwe. Ale tutaj to jest proste. Ten film to nie bezstronne zagłębienie się w fałsz pt. „szczepionki powodują autyzm”; ten film jest reżyserowany przez osobę, która ten fałsz utworzyła.

Na Medical Daily, stronie zajmującej się nauką i zdrowiem, w recenzji filmu możemy przeczytać: 

[Film Vaxxed] nie ma na celu przekonanie widzów dowodami. Zamiast tego Wakefield, Hooker i producent Del Bigtree serwują widzom argumenty emocjonalne, statystykę bez kontekstu... i mętne teorie spiskowe, gdy Bigtree twierdzi, że „cała telewizja” jest w posiadaniu przemysłu farmaceutycznego.

Na niezależnej stronie z informacjami o filmach Indiewire można przeczytać: 

Dydaktyczna narracja Wakefielda opiera się na tonie losowych faktoidów, podanych bez kontekstu. Na końcu filmu podana jest informacja, że „co każde siedem minut diagnozuje się kolejne autystyczne dziecko w Stanach Zjednoczonych” – to rodzaj niepewnych danych, jakie w dziwacznym Wszechświecie Wakefielda uznawane są za twarde dowody.

Magazyn Variety w swojej recenzji filmu opisuje go jako „zręcznie wyprodukowaną, ale wątpliwą naukowo papkę swobodnej paranoi” i przestrzega przed 

wciskaniem teorii spikowej Big Pharma... [która] zbyt często przypomina jednostronną paranoiczną agitację, którą polityczni aktywiści konstruują by uświęcić popleczników i zaatakować niewiernych. [Film Vaxxed] powinno się traktować z wielką rezerwą.

Mick LaSalle z czasopisma San Francisco Chronicle w swojej recenzji napisał, że był „wzruszony materiałem i osobistymi opowieściami dzieci i ich rodziców”. Napisał też: 

Olbrzymia większość ludzi, którzy obejrzą ten film, nie mam wystarczającej wiedzy naukowej by ocenić jego wiarygodność. Ale można powiedzieć, że film nie jest jednoznacznie anty-szczepionkowy. Punkt widzenia w filmie jest bardziej zróżnicowany. Film sprzeciwia się szczepieniom zieci poniżej lat 2, a w szczególności szczepionce MMR—czyli właściwie 3 szczepionkom w jednej … Oczywiście możliwe jest, że u dzieci i tak rozwinąłby się autyzm i że jedno wydarzenie nie ma wpływu na drugie. Ale występujący w filmie rodzice są przekonani, że tak nie jest.

Philip LaRussa, pediatra, napisał, że „film Wakefielda udaje, jakby jego badania nie zostały uznane za fałszywe”: 

[Wakefield] nie wspomina faktu, że stracił licencję w Wielkiej Brytanii, nie wspomina, że [11] współautorów wycofało nazwiska z badania. Nie wspomina faktu, że była seria artykułów dochodzeniowych Briana Deera [dziennikarza Sunday Times]. Nic z tego nie było w filmie.

Strona Houston Press opisuje film jako „tragiczne oszustwo” i zauważa: 

Fragmenty Hookera, Wakefielda i Bigtree są pomieszane z zeznaniami rodziców opisujących swoje doświadczenia z pojawieniem się autyzmu u dzieci, co tylko uwidacznia kolejny podstępny aspekt oszustwa Wakefielda. Wywiady są bolesne. Mało co jest większą tragedią niż oglądanie przez rodziców, jak przyszłość dziecka raptownie się kurczy. Ale zupełnie inną tragedią jest podawanie zdesperowanym matkom i ojcom tej brzytwy, której mają się chwycić.

Profesor David Gorski nazywa aferę z „informatorem CDC” „centralną teorią spiskową ruchu antyszczepionkowego” i pyta: 

… Jak do licha ten film dokumentalny pełen antyszczepionkowych kłastwa … dostał się do Tribeca?

Czasopismo The Age krytykuje film Wakefielda i pisze: 

Nie jest przesadą powiedzenie, że tytuł filmu może również opisywać krętactwa samego Wakefielda w latach 90. – zatajenie [ang. cover-up] może odnosić się do tajnych kontraktów z prawnikami, którzy zapłacili mu by mieć materiał przeciwko szczepionce MMR, a katastrofa [ang. catastrophe] to oczywiście światowy spadek szczepień... Obłudne jest przedstawianie przez Wakefielda finansowych interesów przemysłu farmaceutycznego czy oskarżanie CDC o manipulacje danymi, biorąc pod uwagę jego własne korzyści finansowe związane z badaniem w Lancecie w 1998 i rolą odegraną przezeń w, jak się to określa, najbardziej rażącym oszustwie w historii medycyny.